# كيم غريلي
كيم غريلي هي رسامة كندية، ولدت في 1973.